# Templo Papanasini Siva
O Templo Papanasini Siva é um templo hindu abandonado, localizado em Bubanesvar, Orissa, Índia.

## Localização

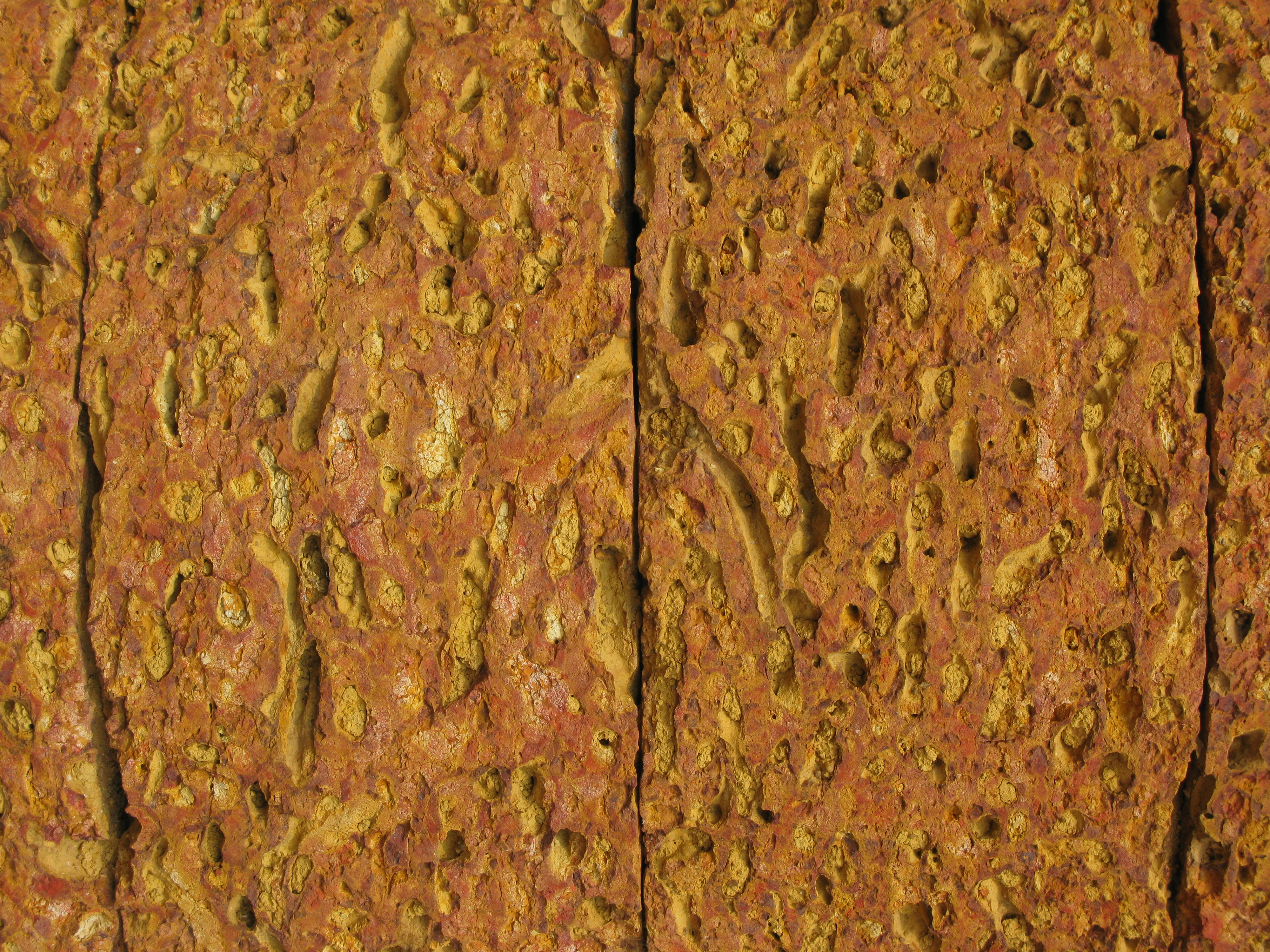
Laterita

O Templo Papanasini Siva temple está localizado em Papanasini , Badheibanka Chowk, Old Town, Bhubaneswar, a uma elevação de 45 pés (14 m). O templo aponta para o sul.É um templo abandonado e seu santuário está vazio. O templo é feito de laterita.

## História
É uma propriedade pública. Ninguém é responsável pelo monumento, este sobrevive por conta própria. De acordo com estudos arqueológicos e arquitetônicos, o templo foi construído entre os séculos XIV e XV.

## Conservação
Está em um mal estado de conservação, e mostra sinais de deterioração. A parede do oeste está rachada.
Rachaduras se desenvolveram em todos os lados das paredes.